# Hano
Hano, pleme Tewa Indijanaca i istoimeni pueblo na Prvoj Mesi (First Mesa) u Arizoni. utemeljili su ga oko 1700.-te blizu Walpija, Tewa Indijanci iz područja kod Abiquiua iz Novog Meksika, odnosno iz Galisteo Basina, južno od Santa Fea. Do iseljavanja Tewa dolazi nakon Pueblo ustanaka (1680-92) i 1696. Preci Hanoa iz Galisteo Basina prvo sele blizu Santa Cruza. Nakon što su 1696. ubili dvojicu svećenika i zapalili crkvu, napuštaju svoj pueblo Tsanwari i odlaze u Arizonu, među 'Miroljubive' (Hopije). U novoj domovini ovi Tewa Indijanci još su očuvali svoj jezik, donesavši sa sobom i svoje nove običaje i ceremonije. Poznati su po proizvodnji kvalitetne keramike. Ima ih preko 300.

## Vanjske poveznice
- Survey of Historic Sites and Buildings  Arhivirana inačica izvorne stranice od 16. lipnja 2010. (Wayback Machine)